# イーライ・ホイットニー
イーライ・ホイットニー（Eli Whitney,1765年12月8日 - 1825年1月8日）は、アメリカの発明家。綿繰り機、フライス盤を発明した。日本ではエリ・ホイットニーと記述されることもある。
特に綿繰り機は産業革命の鍵となった発明の1つで、南北戦争以前の南部の経済発展に大きく貢献した。その発明により高地の短毛種の木綿が高収益な作物になり、（ホイットニーが意図していたか否かとは無関係に）アメリカの奴隷制度の経済的基盤を築いた。しかしホイットニー本人は綿繰り機をめぐる特許侵害裁判の費用がかさみ、富を得ることはできなかった。その後は軍用のマスケット銃の製造を政府から請け負うようになった。1825年に亡くなるまで武器製造と発明を続けた。

## 生い立ち
1765年12月8日、マサチューセッツ州ウェストボロー(en)で、裕福な農場主イーライ・ホイットニー・シニアとその妻エリザベス・フェイの長男として生まれる。父と同じ名前をつけられたので「ジュニア」付きで呼ばれたと思われるが、記録は残っておらず、生涯に亘ってイーライ・ホイットニーとして知られている。1820年に生まれた息子もイーライと名付けられ、こちらはイーライ・ホイットニー・ジュニアとして知られている。
母エリザベス・フェイは1777年、彼が11歳のときに亡くなった。独立戦争中の14歳のとき、父の作業場で釘を製造して収益を上げている。
継母が大学に行くことを反対したため、農場で働いたり教師を務めたりしてお金を貯めた。イェール大学入学の準備としてレスターアカデミー (Leicester Academy) （現在のベッカー・カレッジ）に入り、その後コネチカット州ダーラムの Elizur Goodrich の後見で1789年にイェール大学に入学し、1792年に卒業。卒業後も法律を学びたかったが資金が足りず、サウスカロライナ州で家庭教師の職を得た。

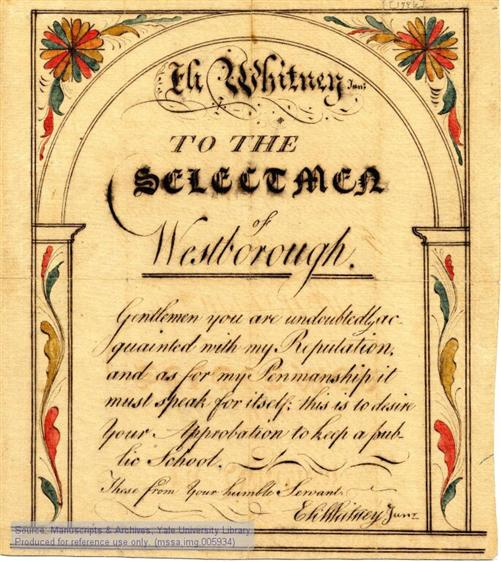
ウェストボローの自治体にホイットニーが出した公立学校設置の請願書。ホイットニーの直筆

サウスカロライナに赴くはずだったが、気を変えてジョージア州に向かった。18世紀末のジョージアは、立身出世を夢見たニューイングランド人を惹き付けていた（独立戦争当時のジョージア州知事ライマン・ホールはコネチカット出身だった）。サウスカロライナに向かう船上で、独立戦争の英雄ナサニエル・グリーンの未亡人一行に出会う。未亡人はホイットニーをジョージアのプランテーション Mulberry Grove に招待した。プランテーションの経営者でグリーン未亡人の婚約者フィニアス・ミラーもコネチカットからの移住者でイェール大学卒業生（1785年度）であり、後にホイットニーのビジネスパートナーとなった。
ホイットニーは、綿繰り機を発明し（1793年）、互換性部品の普及に努めたことで知られている。そしてこの2つがアメリカを2分する南北戦争の遠因となった。南部では綿繰り機が木綿生産に革命をもたらし、綿花の増産のために奴隷制度が蘇った。北部では互換性部品の採用が製造業に革命をもたらし、南北戦争での北軍の勝利に大いに貢献した。

## 発明

### 綿繰り機

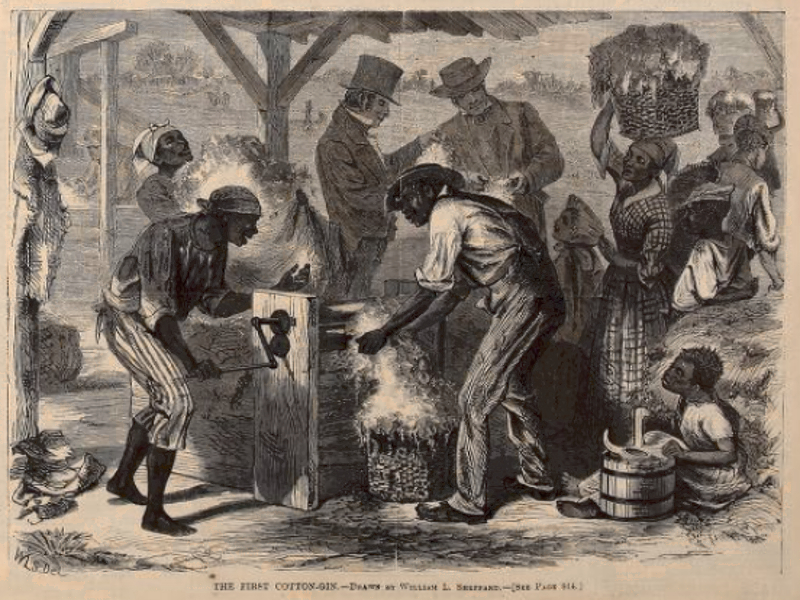
Harpers Weekly 誌に掲載された "First cotton gin" という1869年のイラスト。70年ほど昔の出来事を描いている。

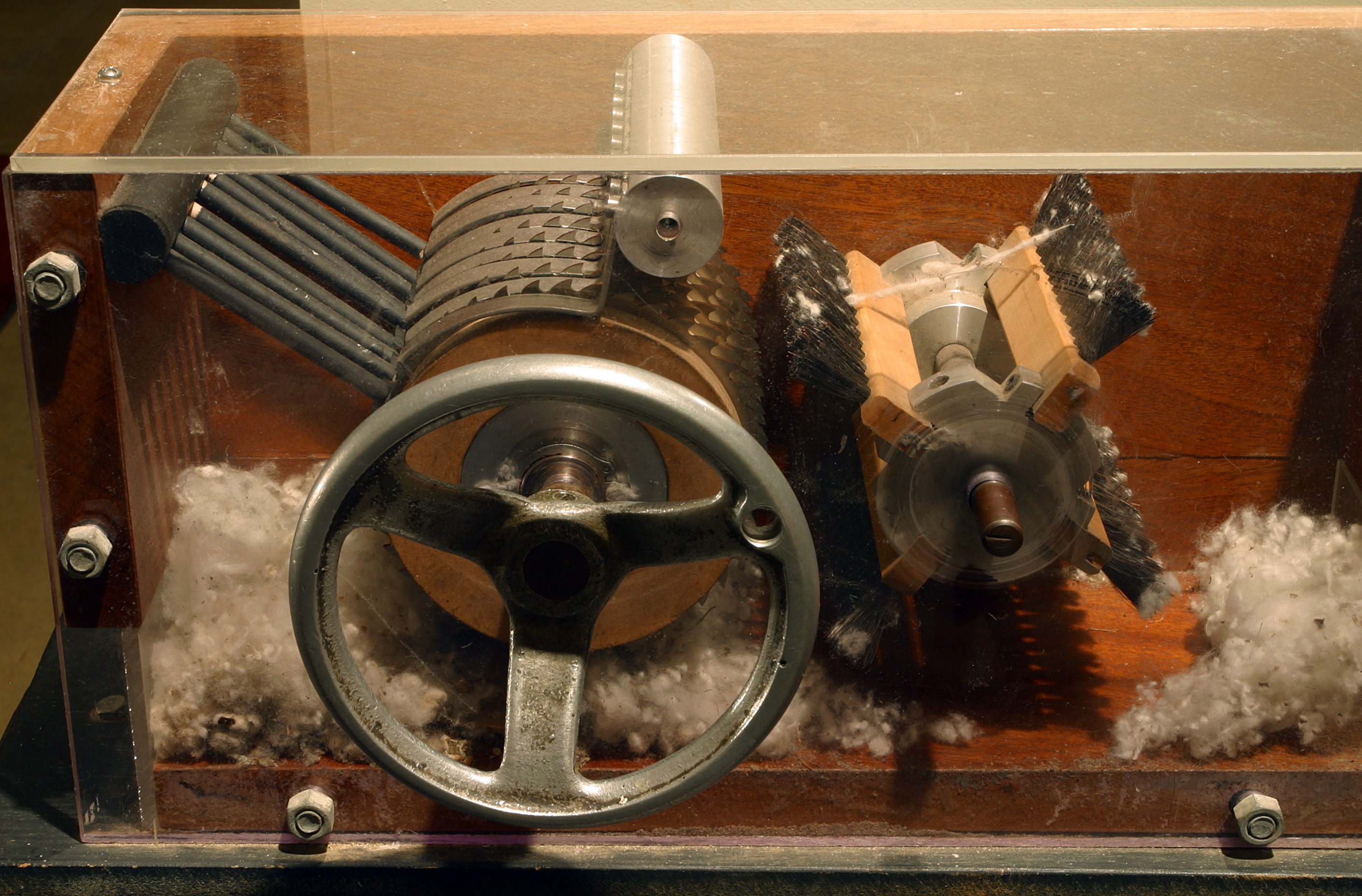
綿繰り機（イーライ・ホイットニー博物館）

ジョージア州のプランテーションで木綿栽培を見たことがきっかけで、綿花の種とり作業の工夫に熱中しはじめる。それまでの種とり作業は大変な重労働だった。1793年に綿繰り機を発明する。英語で "cotton gin" と名付けた。"gin" は "engine" を意味する。この綿繰り機はフックのついた木製のドラムを回転させ、金網越しに木綿の繊維だけをドラムが巻き取る方式で、種は金網を通らない。ホイットニーは、猫が金網越しにニワトリにちょっかいを出して数枚の羽根しか得られない様子を見て、この仕組みを思いついたとしていた。
1台の綿繰り機は、1日に25kgの木綿から種を除くことができる。これにより作業能率が従来の50倍も向上することになり、綿花の産地である南部の経済発展に寄与した。一部の歴史家は、この発明こそが南部でのアフリカ人を奴隷として使う制度が定着することを可能にしたと考えている。
1794年3月、綿繰り機の特許を取得。ホイットニーとミラーは綿繰り機を売って儲けようとは思っていなかった。むしろ、製粉所や製材所のように綿繰り所を開き、周辺の農家の綿繰りを請け負って、木綿の販売価格の5分の2を徴収するという商売を考えていた。しかしそのような法外な手数料は怨みを買い、機構が単純だったこともあって、必然的に模倣品を作る者が現れた。あわててホイットニーとミラーも綿繰り機の製造販売を開始したが、需要を満たすほどは製造できず、他の製造業者が売り上げを伸ばした。特許侵害でそれら業者を訴えたが、裁判費用が嵩んだため、彼らの綿繰り機生産事業は利益を上げられず、1797年には廃業に追い込まれた。見過ごされがちだが、ホイットニーの最初の設計には欠点があった。この欠点の解決策を示したのはミラーの妻となったナサニエル・グリーンの未亡人だが、ホイットニーは彼女の貢献を公式には認めていない。
綿繰り機はホイットニーに富をもたらさなかったが、発明家としての名声をもたらした。
一部の歴史家は、ホイットニーの綿繰り機が南北戦争の遠因になったという点で重要だとしている。綿繰り機が発明される以前、奴隷制度は衰退の傾向にあり、多くの奴隷所有者が奴隷を解放しはじめていた。ホイットニーの発明後、南部の奴隷を使ったプランテーションは息を吹き返し、南北戦争のころには最高潮に達していた。
また綿繰り機は南部の農業と経済に変革をもたらした。木綿はヨーロッパやニューイングランドで急成長する綿織物産業という市場を見出した。アメリカの木綿輸出量は綿繰り機の発明以後に急激に伸びており、1793年には約230トンだったものが1810年には4万2000トンになっている。木綿は農産物としては珍しく長期保存が可能で、船で長距離を運んでも問題ない。そのためアメリカの主要輸出品となり、1820年から1860年までアメリカの輸出の半分以上を占めていた。
逆説的だが、綿繰り機は人力で動かすため、アメリカでの奴隷制度維持に一役買うことになった。1790年代まで南部の奴隷の主な仕事は、コメ、タバコ、インディゴなどの栽培で、いずれも収益率は低い。木綿も種の除去に手間がかかるため同様だった。しかし綿繰り機の登場で奴隷を使った木綿栽培は高収益になり、南部の富の源泉となった。木綿栽培は大きな経済力を産み、奴隷制度が南部社会の基盤として定着することになった。

### 互換性部品

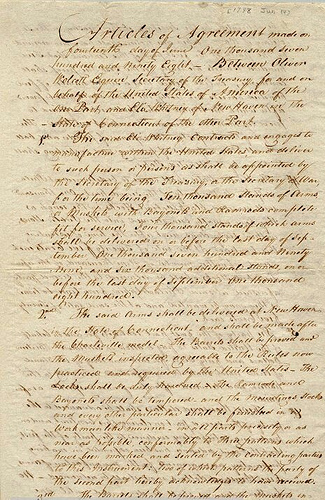
イーライ・ホイットニーの武器製造業者としての初の契約書（1798年）。財務長官オリヴァー・ウォルコットの署名がある。

ホイットニーはマスケット銃の製造に互換性部品を長年追求していたが、互換性部品のアイデアの発明者ではない。ホイットニー以前から互換性部品のアイデアはあり、ホイットニーは単にそれを推進し普及させただけである。
部品の互換性を確保しようとする試みはポエニ戦争の時代にまで遡ることができ、船などの考古学的遺物や当時の記録でそれが判明している。近代においては、数十年かけて複数の人々がその考え方を発展させてきた。初期の人物としては、18世紀フランスの砲兵士官ジャン＝バティスト・ヴァケット・ド・グリボーバルが大砲の部品製造の規格化を行ったが、これはまだ真の互換性部品と言えるレベルではなかった。これに触発されてさらにアイデアを進化させたのがオノレ・ブランやルイ・ド・トザールである。ニューイングランドでもホイットニー以前に John H. Hall や  Simeon North が部品の互換性確保に成功している。ホイットニーの工場で互換性確保に成功したのは彼の死後、1825年のことである。
1790年代後半、ホイットニーは綿繰り機の訴訟で債務を抱え破産寸前だった。1798年、マスケット銃生産の契約を請け負ったのも金のためだった。ニューヘイブンの綿繰り機工場が全焼し、さらに借金を抱えることになった。そのころフランス革命により、フランスとイギリスとアメリカの関係はきな臭くなっていた。アメリカ新政府は戦争の準備が必要と認識し、再軍備を開始。陸軍省は1万丁のマスケット銃の生産を委託することにした。ホイットニーはそれまで銃を作ったことがなかったが、1798年1月、1万から1万5千丁のマスケット銃を1800年に納入する契約を獲得した。この時点では互換性部品には言及してない。10カ月後、財務長官オリヴァー・ウォルコットがオノレ・ブランの報告書と思われる海外の兵器製造技術に関する小冊子をホイットニーに送っており、ホイットニーが互換性部品について語り始めるのはその後のことである。
1798年5月、アメリカ議会はフランスとの戦争勃発に備え、小火器と大砲の代金として80万ドルの予算を議決した。さらに精密な武器を製造できる者には、まず5,000ドルを与え、それが尽きたらさらに5,000ドルを与えるとした。借金を抱えていたホイットニーはこの契約を請け負った。契約は1年間だったが、彼は様々な理由をつけて1809年まで銃を納入しなかった。近年の研究により、ホイットニーが1801年から1806年までサウスカロライナに赴いて綿繰り機で利益を上げようとしていたことが判明している。
ホイットニーは、部品ごとに専門化された単能工作機械を作るとともに、フランスのオノレ・ブランが考案した限界ゲージを実用化し、公差が均一な製品を作れるように、加工の標準化を図った。これにより、互換性部品の大量生産を可能にした。当時の生産体系は、加工技術者の腕に頼る、一品一様の現合作業によるもので、部品の互換性は殆ど無い状態だった。
1801年、ホイットニーは軍関係者の前で、完成した複数の銃をばらし、その中から任意に取り出した部品により、再び銃をくみ上げるデモンストレーションを行い、驚かせた。しかし歴史家 Merritt Roe Smith によれば、このデモンストレーションは軍と契約した銃の納期が大幅に遅れていることに対して好印象を与えようとしたもので、政府が騙されたのだという。それによりホイットニーはより多くの時間と資金を得ることに成功したが、互換性部品の開発には直結しなかった。
政府はホイットニーの生産したマスケット銃の価格が政府の工場よりも高いことを問題にしたが、ホイットニーは保険や工作機械といった固定費用を含めた原価計算結果を示してみせた。したがって、原価計算や効率性といった概念の確立に貢献したとも言える。

### フライス盤
工作機械史の専門家 Joseph W. Roe によれば、ホイットニーは1818年ごろ銃器生産の為に横フライス盤を発明した。その後の工作機械史の研究により、1814年から1818年にかけて複数の発明家がほぼ同時にフライス盤を発明したという見方がなされており、ホイットニーよりも他者のもたらした技術革新の方が重要と見られている。Joseph W. Roe が重視したフライス盤が作られたのは1825年以降のことであり、ホイットニーの死後のことである。したがって誰か1人をフライス盤の発明者とすることはできない。

## 後半生とその後

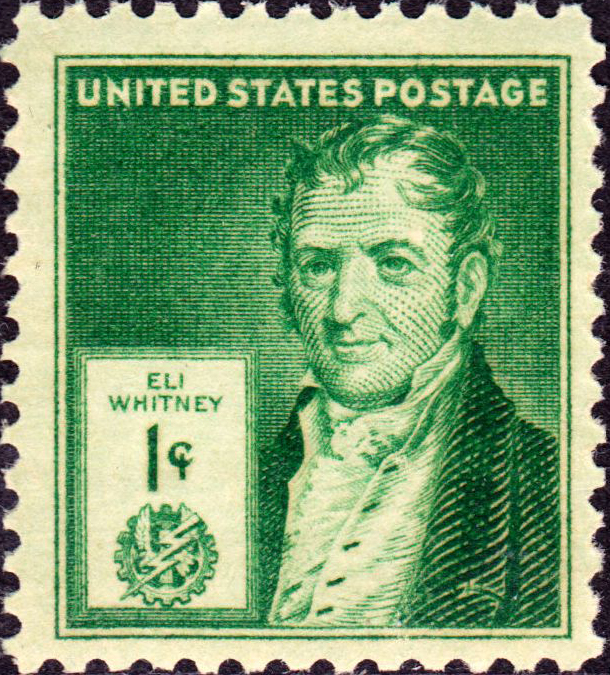
イーライ・ホイットニーが描かれたアメリカの1セント切手（1940年発行）

ホイットニーは社会的・政治的なコネクションの重要性を強く意識していた。武器製造業を始めるにあたってもイェール大学同窓生のコネクションを最大限活用しており、例えばアメリカ合衆国財務長官オリヴァー・ウォルコットやコネチカット州ニューヘイブンの政治家ジェームズ・ヒルハウスの「コネ」を活用した。
1817年に結婚したヘンリエッタ・エドワーズは、著名な伝道師ジョナサン・エドワーズの孫で、イェール大学学長ティモシー・ドワイトの従兄弟で民主党のコネチカット州支部代表でもあるピアポント・エドワーズの娘であり、これによってコネチカットの上流階級とさらに密接な関係を築いた。政府との契約に依存した事業を行う上で、そういったコネクションは必須だった。
1825年1月8日、コネチカット州ニューヘイブンにて前立腺癌で死去。59歳の誕生日の1カ月後のことである。未亡人と4人の子が遺された。発病してから、身体の痛みを和らげる器具をいくつか発明し製作している。それらの器具は実際に効果があり、文書は図面と共に残っているが、（前立腺癌ということもあって）それら「下品」な器具類を製造する者はいなかった。
ホイットニーが23歳でイェール大学に入学したことにちなみ、イェール大学は通常の年齢以上で入学したい学生を受け入れる Eli Whitney Students Program を実施している。